# Boreocingula martyni
Boreocingula martyni är en snäckart som först beskrevs av Dall 1887.  Boreocingula martyni ingår i släktet Boreocingula och familjen Rissoidae. Inga underarter finns listade i Catalogue of Life.